# Sparbankshuset, Karlskoga
Sparbankshuset, även Blå huset, är en byggnad vid Centralplan i Karlskoga centrum.
Bankbyggnaden som restes av Karlskoga härads sparbank, vars föregångare uppfördes 1897, ersattes 1932 av en ny bankbyggnad ritad av Wilhelm Eick.
Byggnaden, som ligger i kvarteret Göktytan, kallas i folkmun för "Blå huset".